# Bench (jezik)
Bench jezik (dizu, ghimarra, gimarra, gimira; ISO 639-3: bcq), afrazijski jezik omotske porodice kojim u regiji Kafa u Etiopiji, govori 174 000 ljudi (1994 popis) iz grupe Gimira ili Bench, u koje prema Cerullijevoj pripadaju plemena Shako, Dizu-Benesho, She, Kaba, Nao i Maji.
Ovaj jezik jedini je predstavnik podskupine gimira, a čini dio šire skupine ometo-gimira. Ima tri dijalekta bench (bencho, benesho), mer (mieru; preko 1 000) i she (sce, kaba; 10 000). Govori se i amharski [amh]. Etiopsko pismo

## Vanjske poveznice
- Ethnologue (14th)
- Ethnologue (15th)